# オリンピックのボヘミア選手団
オリンピックのボヘミア選手団（オリンピックのボヘミアせんしゅだん）は、オーストリア＝ハンガリー帝国の構成国の一つであるボヘミア王冠領のオリンピック選手団。1900年パリオリンピックから1912年ストックホルムオリンピックまで参加した。第一次世界大戦後の1918年にチェコスロバキアとして独立し、以後はチェコスロバキアとしてオリンピックに参加した。

## 概要
初参加となった1900年パリオリンピックでは、陸上競技の円盤投げでフランチシェク・ヤンダ・スゥクが銀メダルを獲得した。またテニス競技ではヘドヴィガ・ローゼンバウモワが女子シングルスで銅メダルを獲得、混合ダブルスでも銅メダルを獲得したが混合ダブルスではイギリスの選手と組んでいたため混合チームとしての獲得となる。翌1904年セントルイスオリンピックは参加を見合わせ、1908年ロンドンオリンピックではフェンシング競技で銅メダルを2つ獲得した。

## メダル獲得数一覧

### 夏季オリンピック
| 大会名              | 金     | 銀     | 銅     | 計     |
| 1900 パリ           | 0      | 1      | 1      | 2      |
| 1904 セントルイス   | 不参加 | 不参加 | 不参加 | 不参加 |
| 1908 ロンドン       | 0      | 0      | 2      | 2      |
| 1912 ストックホルム | 0      | 0      | 0      | 0      |
| 合計                | 0      | 1      | 3      | 4      |

### 夏季オリンピック競技別
| 競技           | 金 | 銀 | 銅 | 計 |
| -------------- | -- | -- | -- | -- |
| 陸上競技       | 0  | 1  | 0  | 1  |
| フェンシング   | 0  | 0  | 2  | 2  |
| テニス         | 0  | 0  | 1  | 1  |
| 計 (競技数: 3) | 0  | 1  | 3  | 4  |